# Lysitermoides huggerti
Lysitermoides huggerti är en stekelart som beskrevs av Van Achterberg 1995. Lysitermoides huggerti ingår i släktet Lysitermoides och familjen bracksteklar. Inga underarter finns listade i Catalogue of Life.